# اندیس ساریلیخ
ساریلیخ یک اندیس فلزی است که در حوالی شهر سیه چشمه استان آذربایجان غربی قرار دارد و مادهٔ معدنی موجود در آن، جیوه است.سنگ میزبان این اندیس فلیش است و دیرینگی آن به دوران کرتاسه می‌رسد. 